# Честь

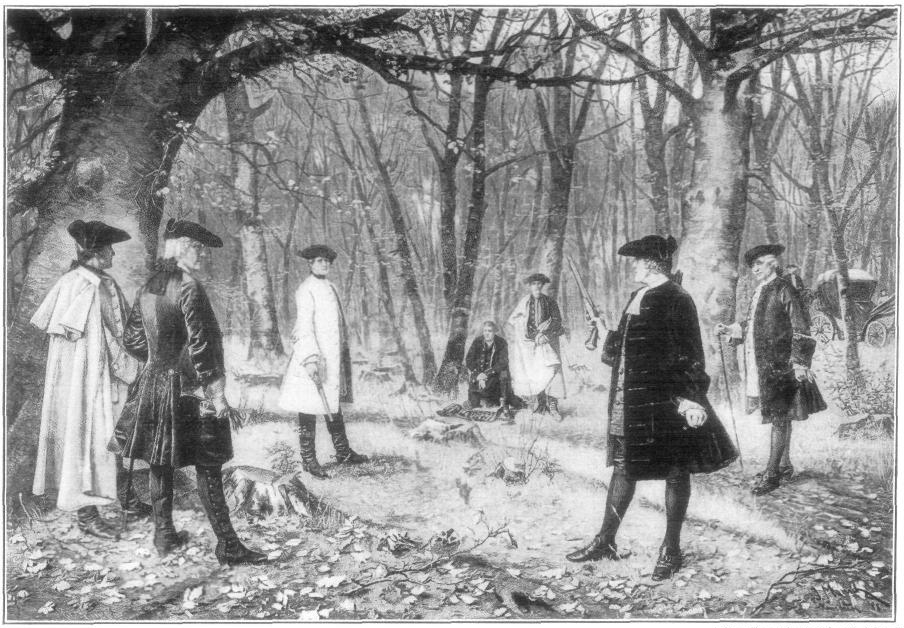
Захист честі Александром Гамілтоном під час дуелі з Аароном Берром.

Честь (староукр. слава)  — поняття моральної свідомості й категорія етики, що охоплює моменти усвідомлення індивідом свого суспільного значення й визнання цього значення з боку суспільства.

## Визначення
За своїм змістом і природою відображеного в ній морального відношення поняття честі аналогічне поняттю гідності. Будучи формою прояву відносини індивіда до самого себе й суспільства до індивіда, честь, як і гідність, відповідним чином регулює поведінку людини й ставлення до неї з боку оточуючих. Але на відміну від поняття гідності поняття честі ґрунтується не на принципі рівності всіх людей у моральному відношенні, а на їхній диференційованій оцінці (залежно від соціального стану особистості, релігійної, расової, національної, класової, професійної й колективної належності або репутації).
Критерій цієї оцінки й вимоги до людини, що зв'язують із його честю змінювалися історично.
Однієї з різновидів професійної честі є честь мундира.
Правила Кодексу честі офіцера однакові для всіх офіцерів, незалежно від військового звання, посади, терміну служби та обставин. Становлення до виконання завдань жодною мірою не повинно залежати від того, чи це молодий офіцер, щойно призначений на посаду, чи більш досвідчений. Взірець чесної поведінки та діяльності має давати вище керівництво. Старші командири та начальники - приклад для молодих та менш досвідчених.

## Честь та гідність як проєкція моральної цінності особи
Категорією «гідність» в етиці прийнято позначати об'єктивну цінність особистості, її соціальну значимість як відповідну, адекватну з людською сутністю, тобто ту якість, за якої людина чинить так, як належність її сутності і призначенню, як повинна чинити саме людина. У широкому сенсі слово «гідність» означає цінність людини для інших людей, для суспільства незалежно від її соціального стану, професії, національності. Гідність у вузькому сенсі — це оцінка людиною себе як моральної особистості, що значима для оточення, для суспільства. У цьому випадку ми маємо справу з позитивним оціночно-емоційним ставленням до себе у формі свідомості і почуття власної гідності. Повага до самого себе, чи почуття власної гідності — це те, що більш за все підносить людину.
Почуття гідності успішно розвивається і функціонує на основі усвідомленого ставлення до себе як до суб'єкта моральної діяльності, розуміння своїх обов'язків і прав людини і громадянина. Це почуття укріплюється, якщо індивід усвідомлює і переживає те, що вільно і повно може виявити свої здібності і можливості, реалізувати свою активність і творчість. Тобто почуття власної гідності виступає у вигляді синтетичної самооцінки моральних якостей в їх системній єдності.
Отже, гідність як етичну категорію слід визначити таким чином: це об'єктивна, суспільно-моральна цінність особистості, а також потреба, і власне оцінка людиною своєї моральної цінності. Це потреба позитивної самооцінки своїх вчинків, самоповага, осмислена гордість за себе.
Поняття гідності настільки тісно взаємопов'язане з поняттям честі, що іноді досить складно чітко визначити відмінності в їх змісті. Честь і гідність — показники моральної цінності людини. За допомогою них визначається моральність і окремої людини, і колективу, і навіть суспільства. Але між цими поняттями існує різниця, яка полягає в тому, що гідність — це моральне ставлення до самого себе, внутрішнє визнання, самоповага, а честь означає зовнішнє визнання, оцінку дій, діяльності особистості з боку інших.
Уявлення про честь у своєму класичному вигляді сформувалось у феодальній моралі, де дотримання кодексу честі було і зовнішньою ознакою приналежності до стану, і способом усвідомлення свого місця в ньому.
Надалі розуміння честі особистості пов'язується з її залежністю від соціального стану, але до уваги беруться, перш за все, особисті заслуги людини, її праця, міра людяності, що і визначає міру пошани і поваги.
Формування і реалізація моральних чеснот є свого роду утвердженням власної гідності. А коли цю гідність оцінюють інші люди, — приходять визнання, повага. Феномен визнання і поваги називається честю.
Визнання цінності особистості багато в чому залежить від її репутації у суспільстві, у колективі. Репутація — це цілісне уявлення про людину, про її духовне багатство чи убозтво, про її практичні здібності, досягнення й недоліки. Репутація може бути позитивною і негативною і виявляється в думці більшості колективу про переважні чесноти чи вади індивіда. Позитивна репутація викликає суспільну повагу, що робить честь людині.
Іноді в цілях завоювання певної репутації, людина може створювати свій певний образ в очах оточуючих, або імідж (імідж «рубахи-хлопця», інтелектуала, модниці, радикально мислячої людини тощо), що пов'язане з проявом продуманого відповідного стилю поведінки і стосунків. Ставлення колективу, групи до іміджу конкретного індивіда, його сприйняття, ухвалення поведінки можуть впливати на міру поваги, на честь особистості.
Отже, категорія честі в етиці пов'язується із суспільною оцінкою і визнанням моральних заслуг і чеснот людини як представника певної спільноти (нації, держави, міста, трудового колективу тощо) і як виконавця конкретної соціальної ролі, діяльності (батьків, професіонала, громадського працівника, військового, спортсмена тощо).